# El Español (Nueva Orleans)
El Español fue un periódico publicado en Nueva Orleans entre 1829 y 1830.

## Descripción
Publicado entre 1829 y 1830 en la ciudad estadounidense de Nueva Orleans, se trató de un periódico pagado por el gobierno español para defender su política en Cuba, además de apoyar la posición de los "expulsos" mexicanos que llegaban a la ciudad y la instauración de una monarquía constitucional en México. El Instituto de Literatura y Lingüística conserva números de 1829 de abril a agosto y de diciembre; y de 1830 de enero a agosto.